# Lac Tournemine
Pour les articles homonymes, voir Tournemine.
Le lac Tournemine est un plan d'eau douce traversé par la rivière Tournemine, coulant dans Eeyou Istchee Baie-James (municipalité), dans la région administrative du Nord-du-Québec, dans la province de Québec, au Canada.
La forêt ancienne du Lac-Tournemine, est un écosystème forestier exceptionnel sur la presqu'île s'avançant dans le lac Tournemine.
La partie inférieure de la vallée de la rivière Tournemine est desservie par quelques routes forestières secondaires qui se connectent une route forestière principale route 167 venant de Chibougamau en passant à l'est du lac Albanel. La route forestière R1048 passant à l'est du lac Tournemine dessert la partie supérieure de la vallée.
La surface du lac Tournemine est habituellement gelée de la fin octobre au début mai, toutefois la circulation sécuritaire sur la glace se fait généralement de la mi-novembre à la fin d'avril.

## Géographie
Les principaux bassins versants voisins du lac Tournemine sont :
- côté nord : lac Albanel, lac Mistassini, ruisseau Richmond ;
- côté est : lac Linne, lac Clérac, lac Budemont, lac Claverie, lac Beauregard, Lac à l'Eau Froide (rivière Témiscamie), rivière Mistassini ;
- côté sud : lac File Axe, rivière à la Perche (lac Mistassini), rivière du Chef, lac Duberger ;
- côté ouest : rivière Témiscamie, rivière Métawishish, baie Cabistachouane, baie Abatagouche, baie du Poste (lac Mistassini), rivière Pipounichouane, lac Mistassini[1].

Le lac Tournemine comporte une superficie de km2, une longueur de 15,9 km, une largeur maximale de 3,1 km et une altitude de 420 m.
Le lac Tournemine est situé entièrement en zone forestière. Il comporte les caractéristiques suivantes :
- 118 petites îles ;
- une presqu'île rattachée à la rive nord  s'étirant sur 7,0 km vers le sud-ouest, laquelle donne la forme d'un grand U au lac Tournemine ; cette presqu'île comporte la Forêt ancienne du Lac-Tournemine ;
- une baie s'étirant sur 2,6 km vers du nord-est, soit du côté Nord d'une montagne dont le sommet atteint 490 m, formant l'extrémité Nord du U ;
- une baie s'étirant sur 4,9 km vers du nord-est formant l'extrémité Sud-Est du U.[1]

L'embouchure du lac Tournemine est située à :
- 7,6 km au nord-ouest de la route forestière R1048 qui dessert la partie supérieure du versant de la rivière Tournemine et qui passe entre le lac Tournemine et le lac Cosnier ;
- 6,4 km au nord-est d'une courbe de la route 167 reliant le milieu du lac Albanel à Chibougamau ;
- 10,6 km au sud de l'embouchure de la rivière Tournemine (rivière Témiscamie) (confluence avec la rivière Témiscamie) ;
- 11,2 km au sud-est de l'embouchure de la rivière Témiscamie (confluence avec le lac Albanel) ;
- 55,4 km à l'est de l'embouchure du lac Mistassini (confluence avec la rivière Rupert) ;
- 27,9 km au nord-ouest de la limite Est de Eeyou Istchee Baie-James ;
- 92,2 km au nord-est du centre du village de Mistissini (municipalité de village cri) ;
- 158,3 km au nord-est du centre-ville de Chibougamau ;
- 415 km à l'est de la confluence de la rivière Rupert et de la baie de Rupert[1].

À partir de son embouchure située au nord du lac, le courant coule sur :
- 27,5 km en suivant le cours de la rivière Tournemine (rivière Témiscamie) ;
- 26,6 km en suivant le cours de la rivière Témiscamie, jusqu'à la rive est du lac Albanel ;
- vers le nord-ouest en traversant le lac Albanel, puis traversant la passe entre la péninsule Du Dauphin et la péninsule du Fort-Dorval (côté Sud-Ouest), jusqu'à la rive est du lac Mistassini ;
- 47,6 km en traverse vers l'ouest le lac Mistassini jusqu'à son embouchure. Finalement, le courant emprunte le cours de la rivière Rupert, jusqu'à la baie de Rupert[1].

## Toponymie
Anciens noms : lac Telepiskaw, lac Tétépisco, lac Tetepiskaw. Ce toponyme évoque l'œuvre de vie de Marguerite de Tournemine, veuve de François Massuel et seconde femme du marquis de La Roche (1596), vice-roi de la Nouvelle-France. Ce toponyme est indiqué sur une carte datée de 1960.
Le toponyme "lac Tournemine" a été officialisé le 5 décembre 1968 par la Commission de toponymie du Québec, soit à la création de cet organisme.